# 养畜牧河
养畜牧河是位于中华人民共和国内蒙古自治区通辽市库伦旗的一条河流，柳河左岸支流，发源于扣河子镇五星村东南山顶，蜿蜒向东北流经西下沟村、六家子镇达林稿村等地后注入莫河沟水库，出库后向东流，经六家子镇树林子村、依河村、东庙嘎查、大坝村、库伦镇上养畜牧嘎查、朱占艾里嘎查、下养畜牧西嘎查、下养畜牧东嘎查，过哈尔额日格嘎查后转东南流，经塔林白兴嘎查、固日班格尔嘎查（原三家子镇）、干沟子嘎查、哈拉胡绍嘎查，最后于下扣河子嘎查东南汇入柳河。河流全长103千米，流域面积828平方千米，河道平均比降2.7‰，年均径流量1.39亿立方米。养畜牧河在莫河沟水库以上河段两岸多山地，以下河段流经科尔沁沙地南缘，河水含沙量较大。